# Huesca (provincie)
Huesca is een provincie van Spanje en maakt deel uit van de regio Aragón. De provincie heeft een oppervlakte van 15.636 km². De provincie telde 223.995 inwoners in 2021 verdeeld over 202 gemeenten. Hoofdstad van de provincie is het gelijknamige Huesca.

## Bestuurlijke indeling
De provincie Huesca bestaat uit 10 comarca's die op hun beurt uit gemeenten bestaan. De comarca's van Huesca zijn:
| Naam comarca           | hoofdstad          |
| ---------------------- | ------------------ |
| Alto Gállego           | Sabiñánigo         |
| Bajo Cinca             | Fraga              |
| Cinca Medio            | Monzón             |
| Hoya de Huesca         | Huesca             |
| Jacetania              | Jaca               |
| La Litera              | Tamarite de Litera |
| Monegros               | Sariñena           |
| Ribagorza              | Graus              |
| Sobrarbe               | Aínsa en Boltaña   |
| Somontano de Barbastro | Barbastro          |

Zie voor de gemeenten in Huesca de lijst van gemeenten in provincie Huesca.

## Demografische ontwikkeling
Bron: INE
Opm: Bevolkingscijfers in duizendtallen